# Stenostola atra
Stenostola atra là một loài bọ cánh cứng trong họ Cerambycidae.